# Velké naděje
Velké naděje (v anglickém originále Great Expectations) je americký dramatický film z roku 1998. Režisérem filmu je Alfonso Cuarón. Hlavní role ve filmu ztvárnili Ethan Hawke, Gwyneth Paltrow, Chris Cooper, Hank Azaria a Anne Bancroft.

## Obsazení
| Ethan Hawke          | Finnegan Bell    |
| Gwyneth Paltrow      | Estella Havisham |
| Chris Cooper         | Joe Gargery      |
| Hank Azaria          | Walter Plane     |
| Anne Bancroft        | Nora Dinsmoor    |
| Jeremy James Kissner | malý Finnegan    |
| Raquel Beaudene      | malá Estella     |
| Robert De Niro       | Arthur Lustig    |